# Matrix (protocollo)

Il logo di Matrix

Matrix è un protocollo aperto per la messaggistica istantanea. È stato progettato per consentire agli utenti di comunicare tramite chat, Voice over IP e Videotelefonia. Da un punto di vista tecnico, è un protocollo di livello applicazione per la comunicazione decentralizzata in tempo reale. Il protocollo tenta di sostituire i protocolli come XMPP e IRC e di risolverne i problemi associati.

## Client
Element è l'implementazione client di riferimento del progetto. Esistono anche altre implementazioni client, bot, ponti, server che fanno uso del protocollo.